# Miyuki Kanbe
Miyuki Kanbe (神戸 みゆき?, Kanbe Miyuki; Kanagawa, 7 maggio 1984 – 18 giugno 2008) è stata una modella, attrice e cantante giapponese.

## Biografia
Kanbe è ricordata soprattutto per la sua interpretazione di Sailor Moon (Usagi Tsukino) nei musical di Sailor Moon. Kanbe è stata scelta dopo 500 provini per il ruolo. Nella gran parte della sua carriera è stata coinvolta in ruoli molto importanti e fisicamente impegnativi.
Nel giugno 2008 voleva promuovere la sua carriera e quindi fu scelta per ruolo di Éponine nella produzione giapponese di Les Misérables e in Miss Saigon, ma fu costretta a rinunciarvi a causa di problemi seri di salute nel febbraio 2007.

### Morte
Da allora, passava gran parte del suo tempo in ospedale fino alla sua morte a Kawasaki dove morì il 18 giugno 2008 alle 04:08, la causa della morte è citata come insufficienza cardiaca improvvisa. Il suo funerale si è tenuto a Kawasaki Prefettura di Kanagawa il 21 giugno 2008.

## Filmografia

### Film
- Battle Royale II: Requiem, regia di Kinji Fukasaku e Kenta Fukasaku (2003) - Kyouko Kakehi
- 69, regia di Lee Sang-il (2004)
- Kamen Rider Hibiki & The Seven Senki, regia di Tarō Sakamoto (2005) - Hinaka Tachibana / Hinako

### Serie televisive
- Ganbare!! Robocon - 1 episodio (1999) - Nanako Yokokawa
- D-girls Idol Tantei San Shimai Monogatari - 1 episodio (2001)
- Hatchobori no Nana Nin - 1 episodio (2003) - Oyumi
- Kamen Rider Hibiki (2005-2006) - Hinaka Tachibana
- Kyoto Chiken no Onna (2006) - Tamiko Kuraki

### Serie animate
- Auri (ep. 34) in Mermaid Melody - Principesse sirene

### Show televisivi
- Shinano no koronbo jiken fairu 4: Togurashi densetsu satsujin jiken